# Mosty i wiadukty w Toruniu

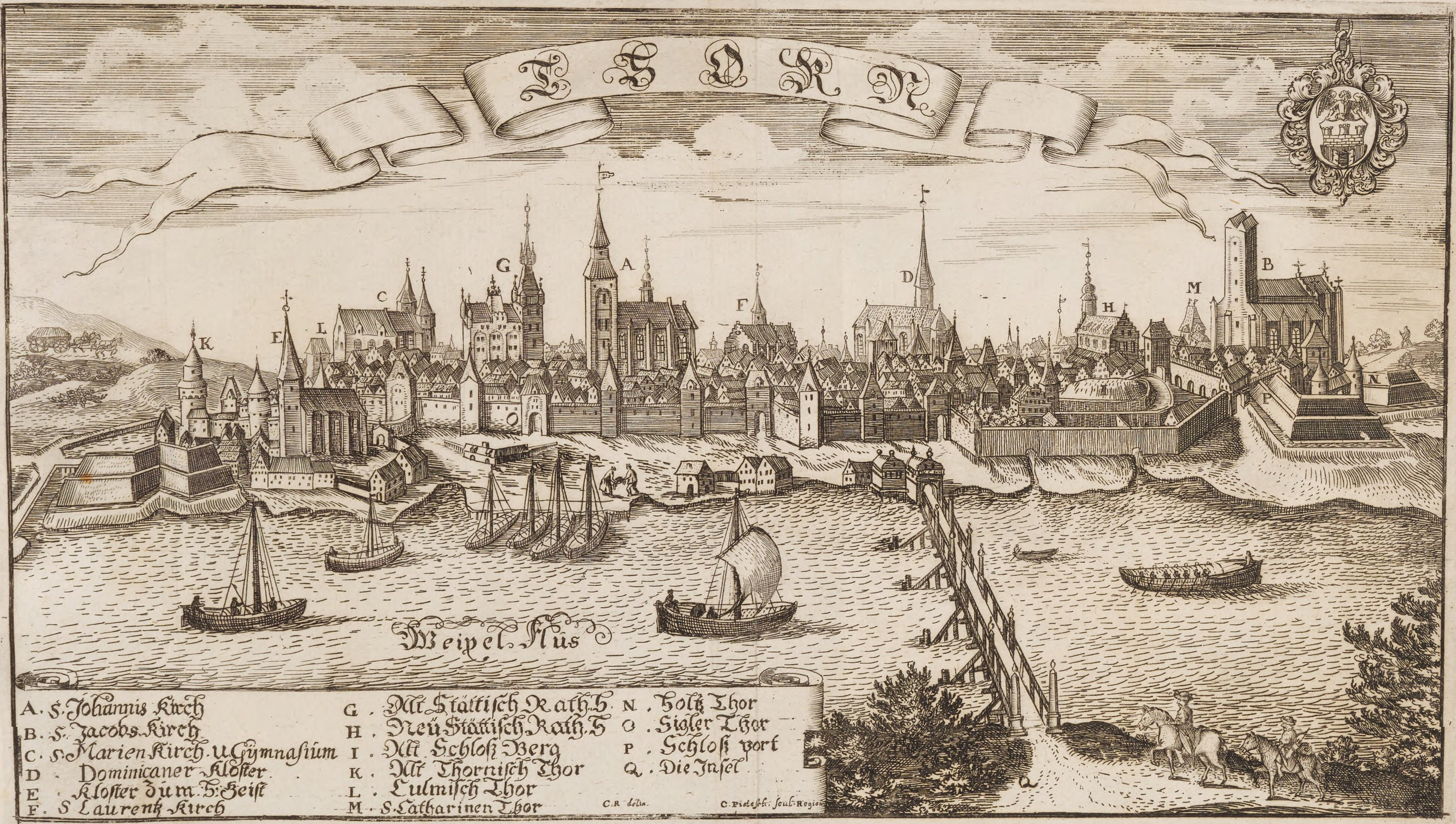
Most drewniany z 1500 roku, rycina z 1684 roku

Mosty i wiadukty w Toruniu – obiekty inżynierskie na terenie Torunia.
Główne mosty w Toruniu to przeprawy przez Wisłę. Ponadto istnieją mosty przez Drwęcę i inne rzeki, wiadukty drogowe i kolejowe oraz przejścia dla pieszych.

## Mosty przez Wisłę

### Dawny drewniany most przez Wisłę
Najstarszym mostem w Toruniu był drewniany most oddany do użytku w 1500 roku (według innych źródeł zbudowany pomiędzy 1497–1500). Zaczynał się na wysokości ulicy Mostowej, przechodził przez Kępę Bazarową, a kończył na lewym brzegu Wisły, przynależącym do Polski. Był to drugi (po krakowskim) stały most przez Wisłę. Jego długość jest szacowana pomiędzy 620 a 670 metrów. Most wielokrotnie był uszkadzany. Z racji zbudowania w latach 1870–1873 mostu stalowego przez Wisłę w Toruniu, po pożarze z lipca 1877 roku nie został odbudowany.

### Most kolejowy

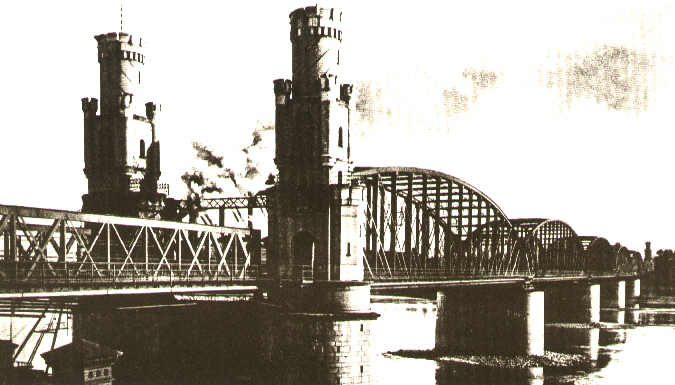
Most kolejowy, 1891 rok

W 1873 roku otwarto pierwszy, kolejowo-drogowy most przez Wisłę – most kolejowy im. Ernesta Malinowskiego o charakterze łukowym. Wiązało się to z budową linii kolejowej z Poznania do Olsztyna i Wystrucia. Początkowo posiadał po jednym pasie drogowym i kolejowym, konieczne więc były „mijanki” przed wjazdem. W 1934 roku zamknięto most kolejowy dla ruchu kołowego (z racji wybudowania mostu drogowego w centrum) i położono drugi tor kolejowy. Most został wysadzony w powietrze w 1939 roku przez wycofujące się wojska polskie, następnie ponownie w 1945 roku przez wycofujące się wojska niemieckie, a w 1948 roku odbudowany.
W latach 80. XX wieku zamieniono pierwsze i ostatnie przęsło mostu na konstrukcje nowoczesne, płaskie. Most jest użytkowany do dziś.

### Most drogowy im. Józefa Piłsudskiego

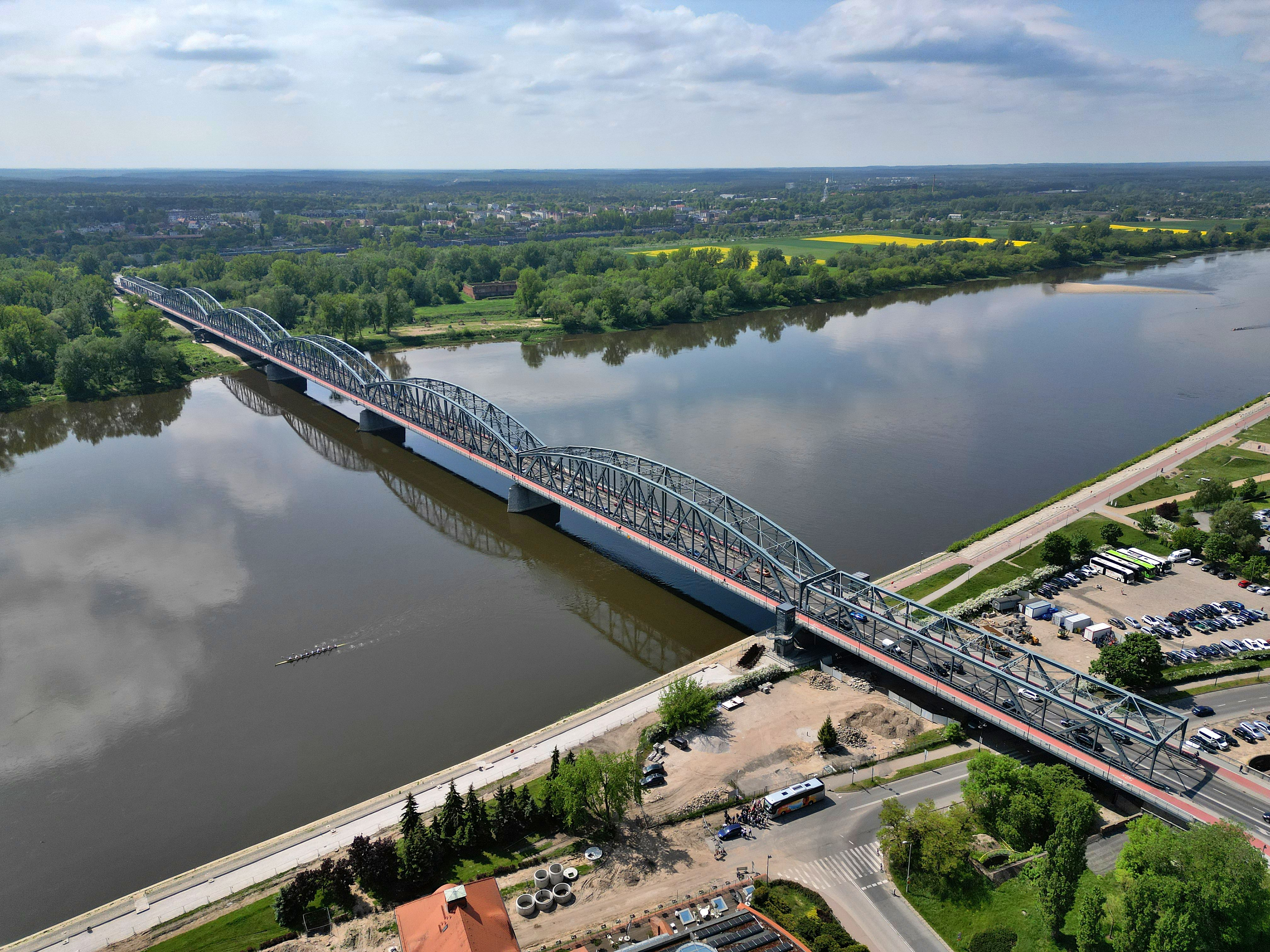
Most drogowy im. Józefa Piłsudskiego

11 listopada 1934 roku otwarto most drogowy im. Józefa Piłsudskiego. Pochodził on z rozebranego w latach 1928–1928 mostu kolejowego w Opaleniu koło Kwidzyna. Most został wysadzony 7 września 1939 roku przez wycofujące się wojska polskie, następnie ponownie 30 stycznia 1945 roku przez wycofujące się wojska niemieckie, a w latach 1946–1949 odbudowany. Przez lata stanowił wąskie gardło komunikacyjne w Toruniu. W latach 2020–2022 był remontowany.

### Most gen. Elżbiety Zawackiej

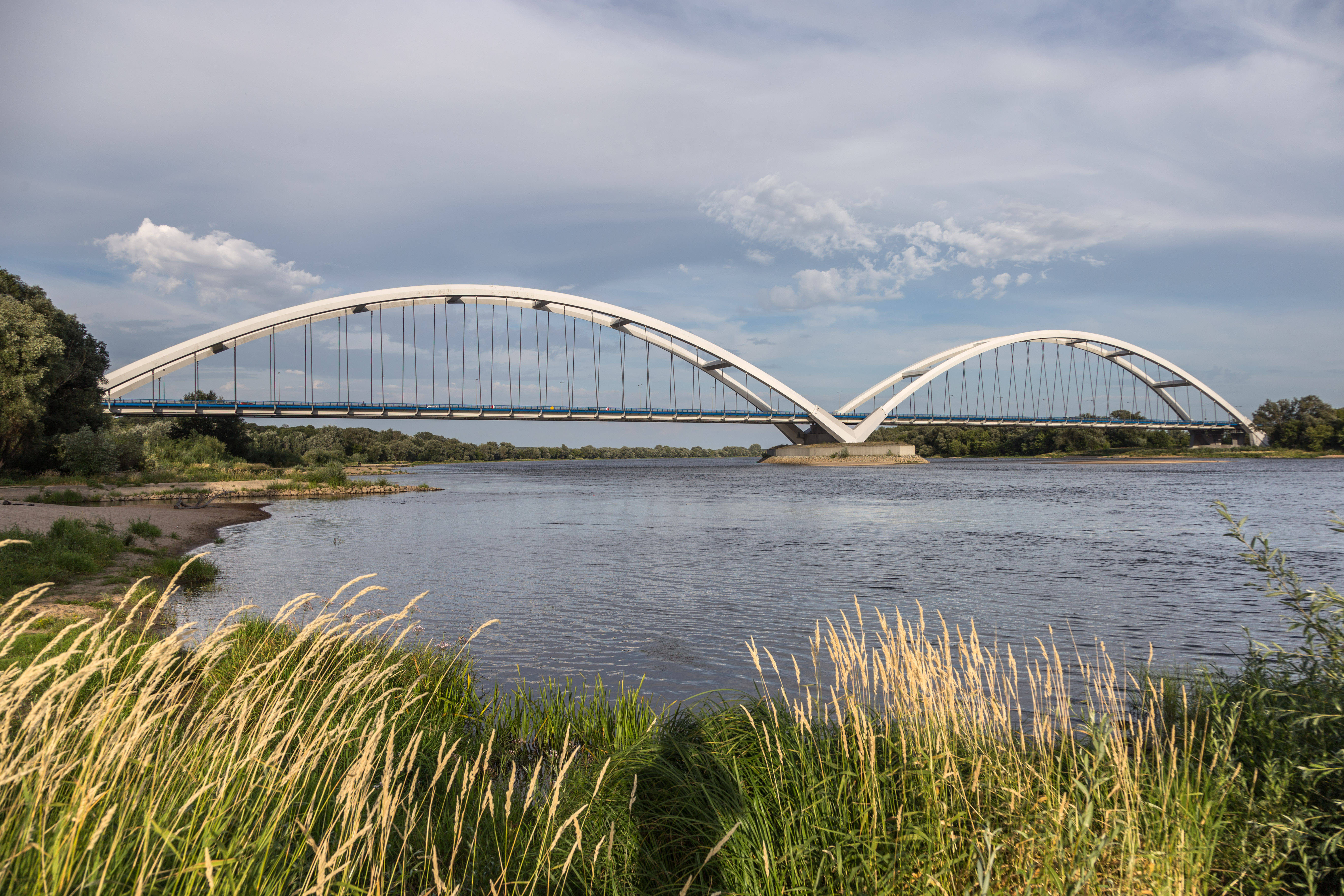
Most gen. Elżbiety Zawackiej, widok od strony zachodniej

9 grudnia 2013 roku oddano do użytku most drogowy imienia gen. Elżbiety Zawackiej. Most ma dwa przęsła łukowe po 270 m długości oraz 30 m szerokości. Przęsła są wsparte na jednej podporze na środku Wisły. Całkowita długość trasy mostowej wynosi 4,1 km długości. Prace nad mostem rozpoczęto w listopadzie 2010 roku. Pierwotnie obiekt miał być oddany do użytku 4 lipca 2013 roku, jednak okres realizacji wydłużono w wyniku niskiego stanu wody i niesprzyjających warunków atmosferycznych. Koszt budowy mostu wraz z trasami dojazdowymi wyniósł 753 mln złotych.

## Most Kaszczorek-Złotoria

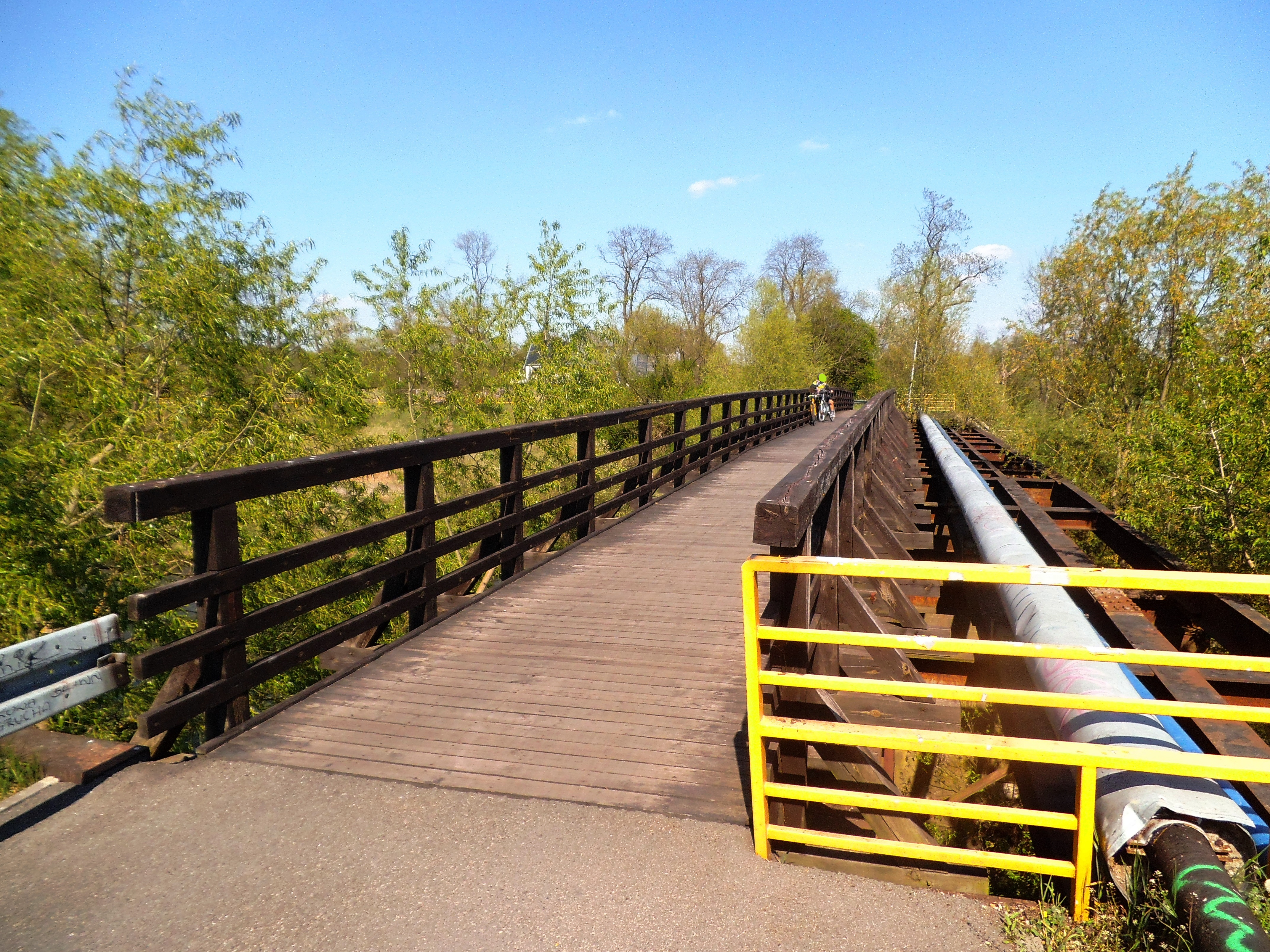
Stary most Kaszczorek – Złotoria

W 1893 roku oddano do użytku most na Drwęcy, łączący osiedle Kaszczorek ze wsią Złotoria. Do lat 70. XX wieku pełnił funkcję drogowe. Ze względu na zły stan w 1999 roku został rozebrany i zbudowany od nowa. W 2024 roku z powodu uszkodzenia drewnianej konstrukcji obiekt został zamknięty.

## Wiadukty drogowe, kolejowe i estakady
Poza wyżej opisanymi mostami przez Wisłę i Drwęcę oraz mniejszymi obiektami przez inne rzeki w Toruniu. Znajduje się tu 42 innych dużych wiaduktów drogowych i kolejowych, w tym cztery na dużych węzłach drogowych:

### Wiadukty drogowe
| Zdjęcie | Nazwa      | Rok otwarcia | Remont           | Jezdnia | Chodniki | Przeszkoda            | Lokalizacja             | Osiedle      |
| ------- | ---------- | ------------ | ---------------- | ------- | -------- | --------------------- | ----------------------- | ------------ |
|         | bezimienny | 1898         | 2008             | 1       | 1        | linia kolejowa nr 353 | plac Pokoju Toruńskiego | Stare Miasto |
|         | Kościuszki | 1980         | 2003–2004 i 2016 | 2       | 2        | linia kolejowa nr 353 | ul. Kościuszki          | Mokre        |
|         | bezimienny | ok. 1960     | 2017 – 2018      | 2       | 1        | linia kolejowa nr 18  | ul. Łódzka              | Stawki       |
|         | bezimienny | 2005         |                  | 1       | 1        | ul. Szczęśliwa        | ul. Ligi Polskiej       | Kaszczorek   |
|         | bezimienny | 2011         |                  | 2       | brak     | linia kolejowa nr 27  | ul. Szosa Lubicka       | Na Skarpie   |
|         | bezimienny | 2013         |                  | 2       | 2        | linia kolejowa nr 18  | Trasa Wschodnia         | Rudak        |

### Tunele drogowe
| Zdjęcie | Nazwa        | Rok otwarcia | Remont | Jezdnia | Chodniki | Przeszkoda                      | Lokalizacja                       | Osiedle        |
| ------- | ------------ | ------------ | ------ | ------- | -------- | ------------------------------- | --------------------------------- | -------------- |
|         | Krowi Mostek | po 1930      | 2017   | 1       | 1        | linia kolejowa nr 18, 353 i 743 | ul. Wiślana                       | Piaski/Podgórz |
|         | bezimienny   | 2013         |        | 2       | brak     | droga krajowa nr 15, 80 i 91    | plac Daszyńskiego/Trasa Wschodnia | Rubinkowo      |

### Wiadukty kolejowe
| Zdjęcie | Nazwa      | Rok otwarcia | Remont    | Linia kolejowa | Ilość torowisk | Elektryfikacja | Przeszkoda                            | Osiedle        |
| ------- | ---------- | ------------ | --------- | -------------- | -------------- | -------------- | ------------------------------------- | -------------- |
|         | bezimienny | ok. 1873     |           | 353            | 2              | tak            | linia kolejowa nr 18                  | Podgórz        |
|         | bezimienny | ok. 1873     | 2015-2016 | 353            | 2              | tak            | ul. Cierpicka                         | Podgórz        |
|         | bezimienny | ok. 1900     |           | 246            | 1              | brak           | droga prowadząca do nadleśnictwa Olek | Barbarka       |
|         | bezimienny | 1861         | 2013-2014 | 18, 353, 734   | 7              | tak            | plac Armii Krajowej                   | Piaski/Podgórz |
|         | bezimienny | 1861         |           | 18 i 353       | 4              | tak            | ul. Kujawska                          | Piaski/Stawki  |
|         | bezimienny | 1944         | 2015-2016 | 353            | 2              | tak            | linia kolejowa nr 736                 | Katarzynka     |
|         | bezimienny | ok. 1973     | 2015-2016 | 353            | 2              | tak            | ul. Gniewkowska                       | Glinki         |

### Tunel kolejowy
| Zdjęcie | Nazwa               | Rok otwarcia | Remont | Linia kolejowa | Ilość torowisk | Elektryfikacja | Przeszkoda                                        | Osiedle      |
| ------- | ------------------- | ------------ | ------ | -------------- | -------------- | -------------- | ------------------------------------------------- | ------------ |
|         | tzw. Brama Kolejowa | 1884         |        | 353            | 1              | tak            | plac Pokoju Toruńskiego, droga krajowa nr 15 i 80 | Stare Miasto |

### Estakady
| Zdjęcie | Nazwa            | Rok otwarcia | Jezdnia | Chodniki | Przeszkoda                              | Osiedle   |
| ------- | ---------------- | ------------ | ------- | -------- | --------------------------------------- | --------- |
|         | im. Marka Sudaka | 2011         | 1       | brak     | plac Daszyńskiego                       | Rubinkowo |
|         | bezimienna       | 2015         | 1       | 1        | ul. Skłodowskiej-Curie, tory tramwajowe | Rubinkowo |

## Inne mosty
- Most stalowy z 1884 roku[19]